# العلاقات السلوفاكية الفيتنامية
العلاقات السلوفاكية الفيتنامية هي العلاقات الثنائية التي تجمع بين سلوفاكيا وفيتنام.

## مقارنة بين البلدين
هذه مقارنة عامة ومرجعية للدولتين:
| وجه المقارنة                                              | سلوفاكيا                                                       | فيتنام           |
| --------------------------------------------------------- | -------------------------------------------------------------- | ---------------- |
| المساحة (كم2)                                             | 49.03 ألف                                                      | 331.69 ألف       |
| عدد السكان (نسمة)                                         | 5.44 مليون                                                     | 94.66 مليون      |
| الكثافة السكانية (ن./كم²)                                 | 110.95                                                         | 285.39           |
| العاصمة                                                   | براتيسلافا                                                     | هانوي            |
| اللغة الرسمية                                             | اللغة السلوفاكية                                               | اللغة الفيتنامية |
| العملة                                                    | كرونة سلوفاكية، يورو                                           | دونغ فيتنامي     |
| الناتج المحلي الإجمالي (بليون دولار)                      | 95.77 مليار                                                    | 234.19 مليار     |
| الناتج المحلي الإجمالي (تعادل القوة الشرائية) بليون دولار | 162.34 مليار                                                   | 553.42 مليار     |
| الناتج المحلي الإجمالي الاسمي للفرد دولار أمريكي          | 16.09 ألف                                                      | 2.48 ألف         |
| الناتج المحلي الإجمالي للفرد دولار أمريكي                 | 30.46 ألف                                                      | 5.63 ألف         |
| مؤشر التنمية البشرية                                      | 0.844                                                          | 0.666            |
| رمز المكالمات الدولي                                      | +421                                                           | +84              |
| رمز الإنترنت                                              | .sk                                                            | .vn              |
| المنطقة الزمنية                                           | توقيت وسط أوروبا، ت ع م+01:00، ت ع م+02:00، أوروبا/براتيسلافا ‏ | ت ع م+07:00      |

## مدن متوأمة
في ما يلي قائمة باتفاقيات التوأمة بين مدن سلوفاكية وفيتنامية:
- ترتبط براتيسلافا مع مدينة هو تشي منه باتفاقية توأمة منذ 3 أبريل 1969.[13][13][14][14]

## منظمات دولية مشتركة
يشترك البلدان في عضوية مجموعة من المنظمات الدولية، منها:
| علم المنظمة | اسم المنظمة                        | تاريخ انضمام سلوفاكيا | تاريخ انضمام فيتنام |
| ----------- | ---------------------------------- | --------------------- | ------------------- |
|             | مؤسسة التنمية الدولية              | 1993                  | 24 سبتمبر 1960      |
|             | يونسكو                             | 9 فبراير 1993         | 6 يوليو 1951        |
|             | وكالة ضمان الاستثمار متعدد الأطراف | 1993                  | 5 أكتوبر 1994       |
|             | الأمم المتحدة                      | 19 يناير 1993         | 20 سبتمبر 1977      |
|             | الفريق المعني برصد الأرض           | ?                     | ?                   |
|             | الاتحاد البريدي العالمي            | ?                     | ?                   |
|             | البنك الدولي للإنشاء والتعمير      | 1993                  | 21 سبتمبر 1956      |
|             | الاتحاد الدولي للاتصالات           | 23 فبراير 1993        | 24 سبتمبر 1951      |
|             | منظمة حظر الأسلحة الكيميائية       | ?                     | ?                   |
|             | مؤسسة التمويل الدولية              | 1993                  | 4 أغسطس 1967        |
|             | منظمة التجارة العالمية             | ?                     | 11 يناير 2007       |
|             | منظمة الشرطة الجنائية الدولية      | ?                     | ?                   |

## وصلات خارجية
- موقع وزارة الخارجية السلوفاكية
- موقع وزارة الخارجية الفيتنامية